# 2679 Kittisvaara
2679 Kittisvaara este un asteroid din centura principală, descoperit pe 7 octombrie 1939 de Yrjö Väisälä.